# Shambaugh
Shambaugh és una població dels Estats Units a l'estat d'Iowa. Segons el cens del 2000 tenia 188 habitants.

## Demografia
Segons el cens del 2000, Shambaugh tenia 188 habitants, 80 habitatges, i 51 famílies. La densitat de població era de 196,2 habitants/km².
Dels 80 habitatges en un 26,3% hi vivien nens de menys de 18 anys, en un 56,3% hi vivien parelles casades, en un 5% dones solteres, i en un 36,3% no eren unitats familiars. En el 33,8% dels habitatges hi vivien persones soles el 18,8% de les quals corresponia a persones de 65 anys o més que vivien soles. El nombre mitjà de persones vivint en cada habitatge era de 2,35 i el nombre mitjà de persones que vivien en cada família era de 3,06.
Per edats la població es repartia de la següent manera: un 27,7% tenia menys de 18 anys, un 3,7% entre 18 i 24, un 27,1% entre 25 i 44, un 23,9% de 45 a 60 i un 17,6% 65 anys o més.
L'edat mediana era de 39 anys. Per cada 100 dones de 18 o més anys hi havia 94,3 homes.
La renda mediana per habitatge era de 40.375 $ i la renda mediana per família de 45.179 $. Els homes tenien una renda mediana de 29.844 $ mentre que les dones 18.125 $. La renda per capita de la població era de 15.089 $. Entorn del 3,8% de les famílies i el 4,3% de la població estaven per davall del llindar de pobresa.

## Poblacions més properes
El següent diagrama mostra les poblacions més properes.